# Fit to be Tied
«Готов быть связанным» (англ. Fit to be Tied) — 69-й эпизод мультсериала Том и Джерри вышедший 26 июля 1952 года.

## Сюжет
Джерри выдергивает кнопку из лапы Спайка, на которую он наступил. В знак благодарности, Спайк дает Джерри колокольчик, чтобы он в него звонил, попав в беду. В результате Том дважды подвергся нападению Спайка при попытке поймать Джерри. И тот вскоре заставил Тома прислуживать ему, приносить еду. Но в это время в городе выходит новый закон о том, что злых собак нужно сажать на привязь из соображений общественной безопасности, в результате чего Спайк больше не может помочь Джерри. В это время Том получает газету, в которой говорится об этом новом законе. Том читает газету и дико радуется. Том выходит во двор, измеряет длину веревки, чертит черту, встаёт за неё и бьёт Спайка скрученной газетой. Пёс пытается кинуться на Тома, который стоит за чертой, но не может из-за привязи. Том издевается над псом, после чего уходит в дом, где сидит на кровати Джерри.
Том идёт к кровати и бьёт Джерри газетой. Джерри достаёт колокольчик, который ему дал Спайк и звонит в него, но никто не приходит. Тогда Том снова бьёт Джерри, достает коллекцию колокольчиков и звонит ими всеми. Опять никто не приходит. Джерри не понимает, в чём дело. Затем Том набрасывается на Джерри, но тот успевает проглотить колокольчик. Затем Джерри бежит к Спайку и звонит ему, но тот показывает ему верёвку, на которой он привязан. И Том опять издевается над псом: Спайк ломает себе зубы об кусок металлической трубы, однако Том подметает их и кладёт к Спайку в рот. Однако Спайк пускается на хитрость, начертив черту поближе к себе и срывает шкуру с Тома, который всё равно забирает её обратно. Том продолжает погоню за Джерри, молотком для крикета выбивает из него колокольчик, хватает мышонка и звонит в колокольчик.
Теперь Джерри прислуживает Тому и приносит для него еду. Но тут пришла новая газета - она говорит о том, что закон о собаках на привязи отменён и свободные собаки празднуют освобождение. Джерри читает её и радуется. Он идёт к Тому и бьёт его газетой. Тот сердится, пытается схватить Джерри, но тот звонит в колокольчик. Том сразу выхватывает у него колокольчик и издевается над ним таким образом: звонит, а потом бьёт газетой. Но тут за его спиной появляется Спайк и сам бьёт Тома газетой. Кот не понимает, в чём дело, и снова звонит в колокольчик. И снова получает удар от Спайка. Затем Том звонит в третий раз и сразу смотрит назад. Спайк сначала промахивается, но потом всё равно попадает так, что Том отлетает назад. Спайк снова даёт Джерри колокольчик, а затем бросается вслед за Томом, избивает его, и вскоре сажает Тома на привязь, как собаку, и выгуливает его. Джерри идёт сзади, и каждый раз, когда он звонит в колокольчик, Спайк даёт Тому пинка под зад.

## Факты
- Сюжет серии похож на сюжет сделанной ранее "The Bodyguard".